# Eine Stadt. Ein Buch.
Eine STADT. Ein BUCH. ist eine Gratisbuchaktion, die seit 2002 jedes Jahr in Wien stattfindet. Zeitgenössische Romane namhafter Schriftsteller werden in einer Auflage von 100.000 Exemplaren gedruckt und in der Stadt von Buchhandlungen, Büchereien, Volkshochschulen und Sponsoren gratis verteilt. Dazu wurden die Autoren eingeladen, ihr Werk zusammen mit dem damals amtierenden Bürgermeister Michael Häupl, der von Anfang an bei der Auswahl der Bücher beteiligt war, im Wiener Rathaus zu präsentieren.
Die Bücher werden vom Verlag echomedia herausgegeben, der auch für die Finanzierung durch Sponsoren aus den Bereichen Kultur und Wirtschaft sorgt. 
Ursprünglich kommt die Idee als One City – One Book aus Chicago; allerdings müssen sich dort die Leser die Bücher kaufen oder in den Büchereien ausleihen. In Deutschland sind ähnliche Veranstaltungsreihen inzwischen als Eine Stadt liest ein Buch etabliert. 2011 wurde die Aktion unter dem Titel „Eine Stadt. Ein Buch. Berlin.“ auch in der deutschen Bundeshauptstadt durchgeführt. Auch hier wurden 100.000 Bücher verschenkt. Am Sonntag, den 16. Oktober 2011, wurde das erste Exemplar des Buches dem Regierenden Bürgermeister Klaus Wowereit übergeben. Es handelte sich wie in Wien um den Roman Der Geschichtenerzähler von Mario Vargas Llosa.

## Geschichte
Schon Ende der 1920er Jahre hatte der Wiener Journalist und sozialdemokratische Politiker Max Winter eine Auswahl von Büchern der Weltliteratur in handlicher Form und preisgünstig als so genannte „Wiener Groschenbüchel“ erscheinen lassen, um auch den Armen unter der Wiener Bevölkerung Zugang zu hochwertiger Literatur, etwa von Gottfried Keller, zu ermöglichen.
Die Aktion „Eine Stadt. Ein Buch.“, die das Lesen populär und allen zugänglich machen soll, startete am 22. Oktober 2002 mit einem Galaabend im Wiener Rathaus in Anwesenheit des Autors Frederic Morton. Damals wurden 100.000 Exemplare von Frederic Mortons Roman Ewigkeitsgasse zwischen 23. und 25. Oktober 2002 in Wien gratis verteilt.
Der Schwerpunkt der Aktion liegt auf zeitgenössischer Literatur. Die Autoren der Bücher werden nach Wien eingeladen und stehen für Interviews und Diskussionen zur Verfügung. Dadurch kann vielfach auch eine Auseinandersetzung mit der Zeitgeschichte stattfinden. 
Die literarische Beschreibung des als Fritz Mandelbaum in Wien geborenen Frederic Morton, der in seinem Roman Ewigkeitsgasse das Schicksal einer jüdischen Familie im Wien der Zwischenkriegszeit darstellte, war im Jahr 2002 für die Medien und Teile der Bevölkerung ein Anlass, sich mit diesem Kapitel der österreichischen Geschichte zu befassen.
2004 sowie 2005 gab es für Kinder das Wien-Detektiv-Spiel, das ebenfalls auf dem Prinzip einer Gratisbuch-Verteilung basierte.
Im Jahr 2020 wurde im Rahmen von „Eine Stadt. Ein Buch.“ erstmals eine Anthologie veröffentlicht, für die 29 Autoren eine eigene, neue Kurzgeschichte schrieben. Die „Kurzgeschichten aus Wien“ stellten den Versuch dar, das in der angloamerikanischen Literatur verbreitete Genre der Short Story auch in Österreich zu fördern. Die Bücher lagen ab dem 13. November 2020 zur Verteilung in Buchhandlungen und Büchereien auf. Die COVID-19-Pandemie in Österreich verhinderte jedoch Veranstaltungen zur Präsentation des Buches und Lesungen vor Publikum. Von 16. November bis zum 15. Dezember 2020 wurde hingegen täglich eine Passage aus einer der Kurzgeschichten in einer Videoaufzeichnung, in der die jeweiligen Verfasser selbst aus ihrem Werk vorlasen, veröffentlicht.

## Liste der Bücher
Bis jetzt wurden folgende Bücher verteilt:
- 2002 – Frederic Morton: Ewigkeitsgasse, deutsch von Hermann Stiehl.
  - Frederic Morton ist ein im Jahre 1924 in Wien geborener Schriftsteller. Er beschrieb in seinem Roman Ewigkeitsgasse (Originaltitel: Forever Street) das Leben einer jüdischen Familie in einer fiktiven Gegend in Wien. Die Ausgabe für Eine Stadt. Ein Buch. enthält nirgendwo den Namen des Übersetzers (Hermann Stiehl), sodass für nicht mit dem Autor vertraute Leser die Annahme nahe lag, es sei auf Deutsch verfasst worden – was ja auch durchaus möglich gewesen wäre, da Morton aus Wien stammt.[2]
- 2003 – Imre Kertész: Schritt für Schritt, deutsch von Erich Berger.
  - Dieses Buch ist eigentlich ein Drehbuch zum Roman eines Schicksallosen, für den Kertész den Nobelpreis für Literatur erhielt.
- 2004 – Johannes Mario Simmel: Das geheime Brot
  - Johannes Mario Simmel wurde 1924 in Wien geboren. Schauplatz seines 1950 erschienenen Romans Das geheime Brot ist das Wien der Nachkriegszeit, wo Simmel damals als Kulturredakteur tätig war.
- 2005 – John Irving: Laßt die Bären los!, deutsch von Michael Walter.
  - John Irving studierte in den Jahren 1962 bis 1963 in Wien und begann hier seinen ersten Roman Laßt die Bären los! (Originaltitel: Setting Free the Bears).
- 2006 – Toni Morrison: Sehr blaue Augen, deutsch von Susanna Rademacher.
  - Die afroamerikanische Literaturnobelpreisträgerin Toni Morrison schrieb 1970 ihren ersten Roman: Sehr blaue Augen (Originaltitel: The Bluest Eye). Er handelt vom Schicksal eines schwarzen Mädchens in den USA der 1940er Jahre.
- 2007 – Nick Hornby: Fever Pitch, deutsch von Marcus Geiss und Henning Stegelmann.
  - Nick Hornbys autobiographischer Debütroman über einen Fußballfan wurde als Vorbote der in Österreich und der Schweiz stattfindenden Fußball-Europameisterschaft 2008 ausgewählt.
- 2008 – Ruth Klüger: Weiter leben. Eine Jugend
  - In dem autobiographischen Roman erzählt die gebürtige Wienerin Ruth Klüger von ihrer Jugend während der NS-Diktatur, ihrer Verschleppung in mehrere Konzentrationslager und schließlich ihrer Flucht.
- 2009 – Irvin D. Yalom: Und Nietzsche weinte, deutsch von Uda Strätling.
  - Der emeritierte Professor für Psychiatrie an der Stanford University, Irvin D. Yalom, lässt seinen 1992 erstmals erschienenen Roman im Wien des späten 19. Jahrhunderts spielen. Sigmund Freud, Josef Breuer, Friedrich Nietzsche und Lou Andreas-Salomé treffen in dramatischen Begegnungen aufeinander.
- 2010 – Dai Sijie: Balzac und die kleine chinesische Schneiderin, deutsch von Giò Waeckerlin Induni (das französisch verfasste Original trägt den Titel Balzac et la petite tailleuse chinoise).
  - Die zu Zeiten der Kulturrevolution in China angesiedelte, zum Teil autobiographische, Geschichte handelt von zwei Schülern, die zum Arbeitsdienst in ein Bergdorf verbannt werden. Sie lernen die Tochter des dortigen Schneiders kennen und versuchen ihr Herz mit Hilfe von damals verbotenen Büchern zu erobern. Der Plan funktioniert, führt aber auch dazu, dass die kleine Schneiderin beginnt, sich zu emanzipieren.
- 2011 – Mario Vargas Llosa: Der Geschichtenerzähler, deutsch von Elke Wehr.
  - Thema dieses Werks des peruanischen Literaturnobelpreisträgers sind die Geschichtenerzähler der im Amazon lebenden Machiguengas, die Briefträger, Unterhalter und zugleich Stammesgedächtnis der weit verstreut lebenden Stammesangehörigen sind.
- 2012 – Rafik Schami: Eine Hand voller Sterne.
- 2013 – T. C. Boyle: América, deutsch von Werner Richter. Das amerikanische Original aus dem Jahr 1995 erschien unter dem Titel The Tortilla Curtain in New York.
- 2014 – Anna Gavalda: Zusammen ist man weniger allein, deutsch von Ina Kronenberger.
- 2015 – Jostein Gaarder: Sofies Welt, deutsch von Gabriele Haefs.
- 2016 – Michael Ondaatje: Katzentisch, deutsch von Melanie Walz.
- 2017 – Stewart O’Nan: Letzte Nacht (Originaltitel: Last Night at the Lobster, erschienen 2007)
- 2018 – Hilary Mantel: Jeder Tag ist Muttertag (deutsch von Werner Löcher-Lawrence, erschienen 1985)
- 2019 – Connie Palmen: Die Gesetze[3] (Originaltitel: De wetten, erschienen 1991, deutsch von Barbara Heller, erschienen 1993).
- 2020 – 29 Kurzgeschichten aus Wien. 15 Autorinnen und 14 Autoren aus Wien schrieben für dieses Buch eine eigene, neue Kurzgeschichte.
  - Autoren: Andreas Pittler, Barbi Marković, Bettina Balàka, Bodo Hell, Doris Knecht, Doron Rabinovici, Edith Kneifl, Elisabeth Reichart, Eva Rossmann, Franzobel, Georg Biron, Gustav Ernst, Julian Schutting, Julya Rabinowich, Kurt Palm, Laura Freudenthaler, Lida Winiewicz, Lydia Mischkulnig, Manfred Rebhandl, Max Gruber, Milena Michiko Flašar, Petra Hartlieb, Renate Welsh, Stefan Slupetzky, Tex Rubinowitz, Theodora Bauer, Thomas Brezina, Thomas Stangl, Verena Mermer.
- 2021 – Edmund de Waal: Der Hase mit den Bernsteinaugen (Originaltitel: The Hare with Amber Eyes. A Hidden Inheritance, erschienen 2010, deutsch von  Brigitte Hilzensauer, erschienen 2011).
- 2022 – Elke Heidenreich: Nero Corleone (erstmals erschienen 1995) und Nero Corleone kehrt zurück (2011) mit Bildern von Quint Buchholz und einem Nachwort von André Heller.
- 2023 – Bernhard Schlink: Der Vorleser (erstmals erschienen 1995).
- 2024 – Andrij Kurkow: Picknick auf dem Eis[4]